# 발렌시아군

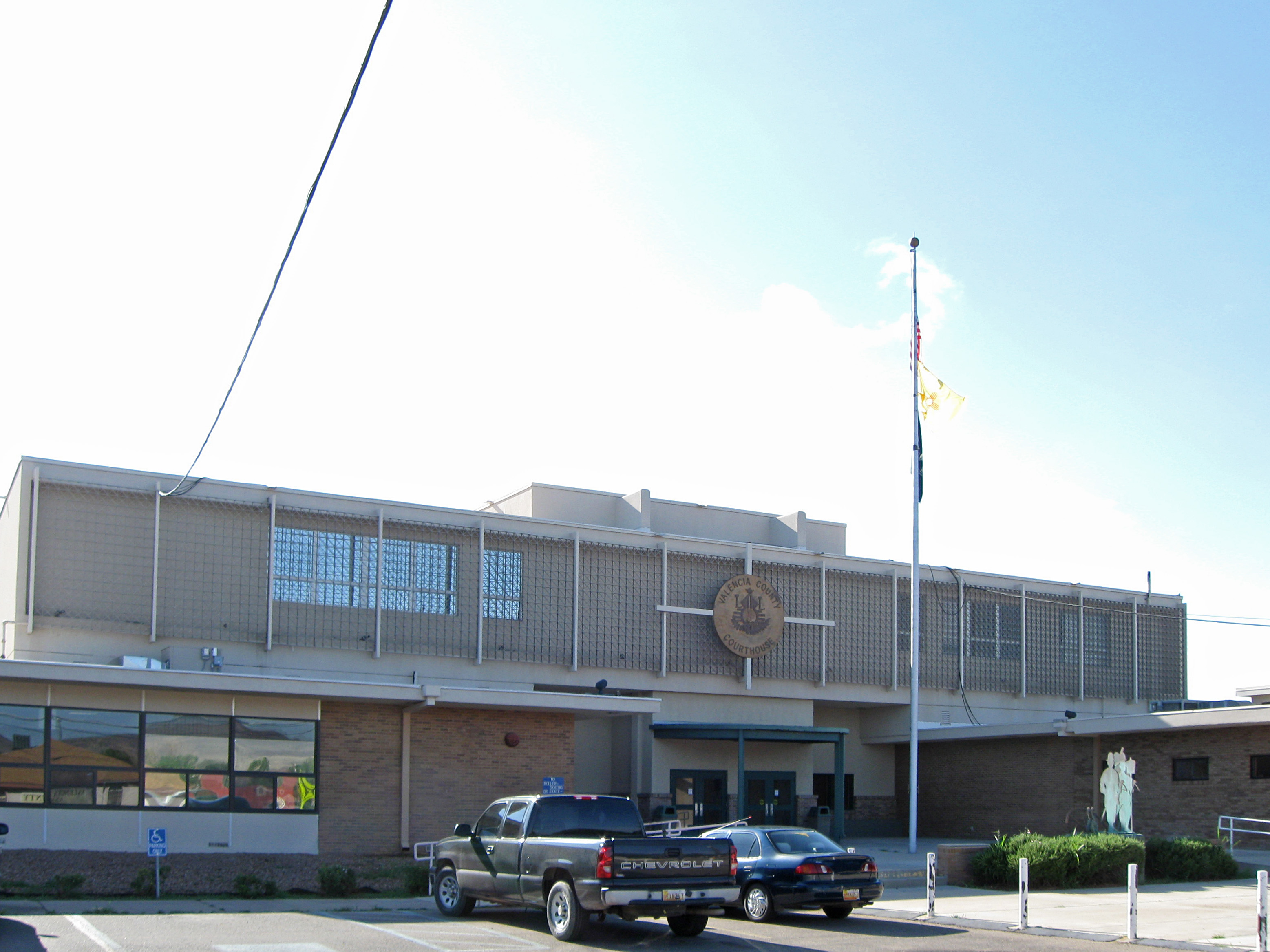

발렌시아군(Valencia County)은 미국 뉴멕시코주 서부에 있는 군이다. 2000년 현재, 인구는 66,152명이다. 군청 소재지는 로스루나스이다.

## 지리
총면적은 2,767 km2(1,068 mi²)이다. 이 중 육지 면적은 2,765 km2(1,068 mi²)이고, 수면적은 2 km2(1 mi²)로, 수면적이 발렌시아 군 면적의 0.05 %를 차지한다.

## 인구
| 인구조사                                                      | 인구   | Note  | %±     |
| ------------------------------------------------------------- | ------ | ----- | ------ |
| 1910년                                                        | 13,320 |       | —      |
| 1920년                                                        | 13,795 |       | 3.6%   |
| 1930년                                                        | 16,186 |       | 17.3%  |
| 1940년                                                        | 20,245 |       | 25.1%  |
| 1950년                                                        | 22,481 |       | 11.0%  |
| 1960년                                                        | 39,085 |       | 73.9%  |
| 1970년                                                        | 40,539 |       | 3.7%   |
| 1980년                                                        | 61,115 |       | 50.8%  |
| 1990년                                                        | 45,235 |       | −26.0% |
| 2000년                                                        | 66,152 |       | 46.2%  |
| 2010년                                                        | 76,569 |       | 15.7%  |
| 2019 (추산)                                                   | 76,688 | [ 1 ] | 0.2%   |
| U.S. Decennial Census 1790–1960 1900–1990 1990–2000 2010-2016 |        |       |        |

## 인접하는 군
- 베르나릴로 군 北
- 토랜스 군 東
- 소코로 군 南
- Cibola County 西